# Leggi di De Morgan

Rappresentazione delle leggi di De Morgan attraverso due diagrammi di Venn. In ciascun caso l'insieme risultante è quello colorato di blu o qualche sua sfumatura

Le leggi di De Morgan, o teoremi di De Morgan, sono relative alla logica booleana e stabiliscono relazioni di equivalenza tra gli operatori di congiunzione e disgiunzione logica.
Sono utilizzate per l'analisi di circuiti logici (elettrici, elettronici, pneumatici, comunque binari, cioè ON-OFF) e per la dimostrazione di teoremi basati su regole logiche.

## I teoremi
I due teoremi sono duali:
{\displaystyle {\overline {A\cdot B}}={\overline {A}}+{\overline {B}};}
{\displaystyle {\overline {A+B}}={\overline {A}}\cdot {\overline {B}}.}
Con riferimento a termini insiemistici, il primo si enuncia affermando che se un elemento non appartiene ad {\displaystyle A} per {\displaystyle B}, allora o non appartiene ad {\displaystyle A} o non appartiene a {\displaystyle B} o non appartiene ad entrambi. Il secondo teorema si enuncia affermando che se un elemento non appartiene ad {\displaystyle A+B}, allora non appartiene ad {\displaystyle A} e non appartiene a {\displaystyle B}.
È immediata la generalizzazione a un numero {\displaystyle n} di variabili:
{\displaystyle {\overline {A\cdot B\cdot C\cdots }}={\overline {A}}+{\overline {B}}+{\overline {C}}+\dots }
{\displaystyle {\overline {A+B+C+\dots }}={\overline {A}}\cdot {\overline {B}}\cdot {\overline {C}}\dots }
Nella logica proposizionale possono essere formulate in vario modo:
{\displaystyle {\begin{matrix}\neg {(a\wedge b)}=\neg {a}\vee \neg {b}\\\neg {(a\vee b)}=\neg {a}\wedge \neg {b}\end{matrix}}\quad }
oppure
{\displaystyle \quad {\begin{matrix}{\overline {(a\wedge b)}}={\overline {a}}\vee {\overline {b}}\\{\overline {(a\vee b)}}={\overline {a}}\wedge {\overline {b}}\end{matrix}}}
oppure
{\displaystyle {\begin{matrix}\neg (P\wedge Q)=(\neg P)\vee (\neg Q)\\\neg (P\vee Q)=(\neg P)\wedge (\neg Q)\end{matrix}}}
e nella teoria degli insiemi:
{\displaystyle (A\cap B)^{C}=A^{C}\cup B^{C}}
oppure
{\displaystyle {\overline {(A\cap B)}}={\overline {A}}\cup {\overline {B}}}
e
{\displaystyle (A\cup B)^{C}=A^{C}\cap B^{C}}
oppure
{\displaystyle {\overline {(A\cup B)}}={\overline {A}}\cap {\overline {B}}.}
In pratica esse descrivono il comportamento dei connettivi logici (AND e OR) quando una negazione viene tolta da o inserita in una formula in parentesi. Se si raccoglie la negazione fuori parentesi o la si distribuisce tra i termini in parentesi, il connettivo si trasforma nel suo opposto.
Espresse in forma tabellare:
| ¬(W+Y) = (¬W) * (¬Y) |
| ¬(W*Y) = (¬W) + (¬Y) |
| 1 + W = 1            |
| 0 * W = 0            |
| 0 + W = W            |
| 1 * W = W            |

## Dimostrazione
I teoremi si possono dimostrare sia algebricamente che con l'ausilio della tabella della verità, essendo i casi da provare in numero finito:

### Primo teorema

#### Dimostrazione tabellare
| {\displaystyle p} | {\displaystyle q} | {\displaystyle {\overline {p}}} | {\displaystyle {\overline {q}}} | {\displaystyle p\vee q} | {\displaystyle {\overline {p\vee q}}} | {\displaystyle {\overline {p}}\wedge {\overline {q}}} |
| ----------------- | ----------------- | ------------------------------- | ------------------------------- | ----------------------- | ------------------------------------- | ----------------------------------------------------- |
| V                 | V                 | F                               | F                               | V                       | F                                     | F                                                     |
| V                 | F                 | F                               | V                               | V                       | F                                     | F                                                     |
| F                 | V                 | V                               | F                               | V                       | F                                     | F                                                     |
| F                 | F                 | V                               | V                               | F                       | V                                     | V                                                     |

#### Dimostrazione algebrica
Prima di passare alla dimostrazione è utile annotare alcune proprietà e definizioni dell'algebra booleana; si considerino {\displaystyle a}, {\displaystyle b} e {\displaystyle c} tre variabili booleane:
1. {\displaystyle {\overline {0}}=1} e, viceversa, {\displaystyle {\overline {1}}=0}
2. {\displaystyle {\overline {a}}} è la negazione logica di {\displaystyle a}
3. {\displaystyle a={\overline {\overline {a}}}} (due negazioni logiche si elidono così che una variabile negata due volte equivale alla variabile stessa non negata)
4. {\displaystyle a+1=1}
5. {\displaystyle a\cdot 0=0}
6. {\displaystyle a+{\overline {a}}=1}
7. {\displaystyle a\cdot {\overline {a}}=0}
8. {\displaystyle \left(a+b\right)+c=a+\left(b+c\right)}
9. {\displaystyle \left(a\cdot b\right)\cdot c=a\cdot \left(b\cdot c\right)}
10. {\displaystyle \left(a+b\right)\cdot c=\left(a\cdot c\right)+\left(b\cdot c\right)}
11. {\displaystyle a+\left(b\cdot c\right)=\left(a+b\right)\cdot \left(a+c\right)} (notare come questa proprietà sia valida solamente nell'algebra booleana, non nella comune algebra)

DIMOSTRAZIONE:
I) {\displaystyle (a+b)+{\overline {a}}\cdot {\overline {b}}=}
(Si applica la proprietà 11)
{\displaystyle =\left[(a+b)+{\overline {a}}\right]\cdot \left[\left(a+b\right)+{\overline {b}}\right]=}
(Si applica la proprietà 8)
{\displaystyle =\left[\left(a+{\overline {a}}\right)+b\right]\cdot \left[\left(b+{\overline {b}}\right)+a\right]=}
(Si applica la proprietà 6)
{\displaystyle =[(1)+b]\cdot [(1)+a]=}
(Si applica la proprietà 4)
{\displaystyle =1+1=1.}
II) {\displaystyle (a+b)\cdot \left({\overline {a}}\cdot {\overline {b}}\right)=}
(Si applica la proprietà 10)
{\displaystyle =a\cdot \left({\overline {a}}\cdot {\overline {b}}\right)+b\cdot \left({\overline {a}}\cdot {\overline {b}}\right)=}
(Si applica la proprietà 9)
{\displaystyle ={\overline {b}}\cdot \left(a\cdot {\overline {a}}\right)+{\overline {a}}\cdot \left(b\cdot {\overline {b}}\right)=}
(Si applica la proprietà 7)
{\displaystyle ={\overline {b}}\cdot \left(0\right)+{\overline {a}}\cdot \left(0\right)=}
(Si applica la proprietà 5)
{\displaystyle =0+0=0}
Sia ora {\displaystyle c={\overline {a}}\cdot {\overline {b}}}; otteniamo da I) e II) rispettivamente le equazioni:
I-bis) {\displaystyle (a+b)+c=1}
II-bis) {\displaystyle (a+b)\cdot c=0.}
Unendo le proprietà 6) e 7) rispettivamente alle equazioni I-bis) e II-bis) si possono impostare i due sistemi equivalenti:
s1) {\displaystyle {\begin{cases}(a+b)+{\overline {(a+b)}}=1\\(a+b)+c=1\end{cases}}\implies c={\overline {(a+b)}}\implies {\overline {c}}=(a+b).}
s2) {\displaystyle {\begin{cases}(a+b)\cdot {\overline {(a+b)}}=0\\(a+b)\cdot c=0\end{cases}}\implies c={\overline {(a+b)}}\implies {\overline {c}}=(a+b).}
Adoperando nuovamente la sostituzione {\displaystyle c={\overline {a}}\cdot {\overline {b}}} e, successivamente, la proprietà 3), si ottiene infine:
{\displaystyle {\overline {c}}=(a+b)\implies {\overline {{\overline {a}}\cdot {\overline {b}}}}=(a+b)\implies {\overline {a}}\cdot {\overline {b}}={\overline {(a+b)}}.}

### Secondo teorema

#### Dimostrazione tabellare
| {\displaystyle p} | {\displaystyle q} | {\displaystyle {\overline {p}}} | {\displaystyle {\overline {q}}} | {\displaystyle p\wedge q} | {\displaystyle {\overline {p\wedge q}}} | {\displaystyle {\overline {p}}\vee {\overline {q}}} |
| ----------------- | ----------------- | ------------------------------- | ------------------------------- | ------------------------- | --------------------------------------- | --------------------------------------------------- |
| V                 | V                 | F                               | F                               | V                         | F                                       | F                                                   |
| V                 | F                 | F                               | V                               | F                         | V                                       | V                                                   |
| F                 | V                 | V                               | F                               | F                         | V                                       | V                                                   |
| F                 | F                 | V                               | V                               | F                         | V                                       | V                                                   |

#### Dimostrazione algebrica
Per le proprietà [10], [9] e [7] si verifica che
{\displaystyle (a\cdot b)\cdot ({\overline {a}}+{\overline {b}})={\overline {a}}\cdot (a\cdot b)+{\overline {b}}(a\cdot b)=({\overline {a}}\cdot a)\cdot b+({\overline {b}}\cdot b)\cdot a=0\cdot b+0\cdot a=0+0=0}
{\displaystyle (a\cdot b)\cdot ({\overline {a}}+{\overline {b}})=0.}
Mentre per le proprietà [11], [6] e [4]:
{\displaystyle (a\cdot b)+({\overline {a}}+{\overline {b}})=({\overline {a}}+{\overline {b}}+a)\cdot ({\overline {a}}+{\overline {b}}+b)=({\overline {b}}+1)({\overline {a}}+1)=1\cdot 1=1}
{\displaystyle (a\cdot b)+({\overline {a}}+{\overline {b}})=1.}
Per la [6] e la [7] sappiamo che
{\displaystyle (a\cdot a\cdot b)=0;}
{\displaystyle (a\cdot b)+{\overline {(a\cdot b)}}=1.}
A questo punto dimostrare il teorema equivale a dimostrare l'unicità del complemento.
Siano quindi {\displaystyle X=a\cdot b,} {\displaystyle Y={\overline {a}}+{\overline {b}},} {\displaystyle Z={\overline {(a\cdot b)}}.}
Le relazioni prima ottenute si possono riscrivere come:
{\displaystyle X\cdot Y=0}
{\displaystyle X+Y=1}
{\displaystyle X\cdot Z=0}
{\displaystyle X+Z=1}
da cui, sfruttando l'elemento neutro e sostituendo, ricaviamo
{\displaystyle Y=Y\cdot 1=Y\cdot (X+Z)=X\cdot Y+Y\cdot Z=0+YZ=YZ}
{\displaystyle Z=Z\cdot 1=Z\cdot (X+Y)=X\cdot Z+Y\cdot Z=0+YZ=YZ}
quindi {\displaystyle Y=Z} ossia
{\displaystyle {\overline {a}}+{\overline {b}}={\overline {(a\cdot b)}}.}